# Юсупов, Ахмаджан
Ахмаджан Юсупов (1915 — 10 мая 1983) — советский хозяйственный, государственный и политический деятель, Герой Социалистического Труда.

## Биография
Родился в 1915 году. По национальности — уйгур. Член КПСС.
С 1931 года — на хозяйственной, общественной и политической работе. В 1931—1984 гг. — колхозник колхоза «Социализм», учитель, инструктор Ханкинского райкома партии, заведующий отделом, второй секретарь райкома партии, председатель правления колхоза имени Ахунбабаева Ханкинского района Хорезмской области.
Указом Президиума Верховного Совета СССР от 26 февраля 1981 года присвоено звание Героя Социалистического Труда с вручением ордена Ленина и золотой медали «Серп и Молот».
Избирался депутатом Верховного Совета Узбекской ССР 10-го созыва.